# Don Airey
Donald Smith (Don) Airey (21 de juny del 1948, Sunderland, Regne Unit) és un dels teclistes més destacats de l'escena internacional del rock dur (o hard rock) i heavy metal i, des del 2002, és component de Deep Purple. Es va iniciar els anys 70 en el camp del jazz-rock progressiu amb el grup Colosseum II, i, el 1979, el seu fitxatge per Rainbow (banda de Ritchie Blackmore, que fou guitarrista de Deep Purple) va encarrilar el seu rumb cap al rock dur. Des dels anys 80 ha col·laborat, a l'estudi o en directe, amb estrelles de l'escena com ara Ozzy Osbourne, Gary Moore, Michael Schenker Group, Whitesnake, Cozy Powell i UFO, entre d'altres.

## Primers anys de vida
Inspirat pel seu pare, Norman Airey, Don Airey es va enamorar de la música a una edat jove i es va formar en piano clàssic des dels set anys. Va continuar el seu amor per la música obtenint un títol a la Universitat de Nottingham i un diploma al Royal Northern College of Music (on va estudiar amb Ryszard Bakst).

## Carrera
treball dels anys 70
El 1971 es va traslladar a Londres i es va unir a la banda de Cozy Powell Hammer. El 1975 es va unir a la molt influent banda de jazz rock de Jon Hiseman, Colosseum II, juntament amb Gary Moore, Neil Murray, Mike Starrs i més tard John Mole. Van fer tres àlbums i també van formar la banda principal de l'àlbum Variations d'Andrew Lloyd Webber, basat en variacions sobre un tema de Paganini. Don va treballar en diversos àlbums amb artistes en solitari i va ser músic de sessió a l'àlbum de Black Sabbath de 1978 Never Say Die! Poc després, es va unir a la banda del guitarrista Ritchie Blackmore, Rainbow, i va participar en el debut en solitari de Gary Moore Back on the Streets. Amb Rainbow va col·laborar en dos àlbums d'èxit, Down to Earth i Difficult to Cure.
treball dels anys 80
Després de deixar Rainbow el 1981, Airey es va unir amb Ozzy Osbourne durant un període de tres anys on va ajudar amb els àlbums Bark at the Moon i Speak of the Devil. També va tocar al Diary of a Madman Tour de 1981 a 1982 i apareix a Blizzard of Ozz i també va ser l'únic testimoni de la mort de Randy Rhoads. Airey es va unir a Jethro Tull el 1987 per a la seva gira en suport de Crest of a Knave. El mateix any també es va llançar el Whitesnake multiplatí de Whitesnake, on Airey tocava teclats. Poc després va deixar la banda per gravar l'àlbum en solitari K2 – Tales of Triumph and Tragedy. En ella toca amb Gary Moore i Keith Airey - guitarres, Cozy Powell - bateria, Laurence Cottle - baix, Chris (Hamlet) Thompson, Colin Blunstone, Mel Galley i Genki Hitomi - veus.
Dècada de 1990 en endavant
El 1990, Airey va gravar parts de teclat per a diverses cançons de l'àlbum Painkiller de Judas Priest. No obstant això, com que Judas Priest volia que l'àlbum tingués un so més pesat que el seu treball anterior, només una cançó de Painkiller, "A Touch of Evil", presenta a Airey de manera destacada En una entrevista del 2020, Airey va revelar que també tocava. la majoria de les parts de baix de l'àlbum en un Minimoog, ja que el baixista de Judas Priest Ian Hill no va poder participar en les sessions d'enregistrament a causa d'una malaltia.
El 1997 va arranjar i tocar "Love Shine a Light" de "Katrina and the Waves", dirigint l'orquestra que l'acompanyava al Festival de la Cançó d'Eurovisió. La cançó va guanyar el concurs.
El 1999 es va unir a la banda de hard rock melòdic de Manchester Ten, on va tocar els teclats a l'àlbum Babylon, que es va publicar l'any 2000. També va fer una gira amb la banda en suport del nou àlbum.
Airey va tocar els teclats a la cançó "Darkness Be My Friend" del vocalista d'Iron Maiden Bruce Dickinson, publicada el 2002 en la reedició de l'àlbum debut en solitari de "Dickinson Tattooed Millionaire". Airey també va tocar els teclats al primer àlbum en solitari d'Olaf Lenk, el cervell d'At Vance, Sunset Cruise. El 2006, Airey va aparèixer al llançament de Gary Moore "Old New Ballads Blues" contribuint a totes les cançons.
El 2008 Airey va llançar el seu segon àlbum en solitari, A Light in the Sky i es va anunciar que un altre àlbum en solitari d'Airey s'estrenaria el 2011.
A principis de 2014, Airey es va unir a la banda de rock dur "Hollywood Monsters" on va tocar els teclats (orgue Hammond B3) a la cançó "Move On" de l'àlbum "Big Trouble" que va ser llançat el 2014 a Mausoleum Records. L'àlbum compta amb Steph Honde a la veu i guitarra, Vinny Appice a la bateria, Tim Bogert al baix i Paul Di'Anno a la veu principal a la pista extra.
El 18 de gener de 2017, Airey va ser inclòs al Saló de la Història de l'Heavy Metal.
Lila fosc
Airey es va unir a Deep Purple el 2001 per substituir un Jon Lord malalt, que posteriorment es va retirar de la banda. Airey es va unir a la banda com a teclista a temps complet el març de 2002. Ha gravat sis àlbums d'estudi amb la banda, Bananas, Rapture of the Deep, Now What?!, Infinite, Whoosh! i Recorregut al crim.

Entrevistat per Jeb Wright, per a Classic Rock Revisited, sobre l'àlbum Now What?!, va dir: 
| « | "Bé, és Deep Purple i hi ha un Hammond allà. Només hi ha un camí per recórrer, de veritat. Amb els anys, realment he tingut Va treballar en el meu so, no va passar d'un dia per l'altre. Els dos o tres primers anys que vaig estar amb la banda, estava fent servir el C3 de Jon i estava bastant destrossat. El vaig reformar. Ara l'han posat a la naftalina... Prefereixo molt els Hammond A-100, aquesta és la meva opció." | » |

## Instruments i equipament
Airey ha emprat molts instruments i processadors d'efectes per ajudar-lo en la creació de la seva música i és conegut per l'ús del seu Hammond A100. En una entrevista amb la revista Keyboard, Don Airey va explicar que preferia l'Hammond A-100 a altres òrgans (incloent-hi l'Hammond B-3) pel seu "to més pur" en escenaris en directe. També utilitza altaveus Leslie 122 i un amplificador Hughes i Kettner Puretone. Per als sons de piano, Airey utilitza un Kurzweil PC3K8 i també un MOOG Voyager. També utilitza diverses unitats basades en bastidors i pedals, com ara un Roland Fantom.
Airey també és un artista de suport per a diverses companyies d'efectes com Neunaber Audio i TC Electronic i actualment utilitza un Neunaber Seraphim Shimmer, així com un TC Hall of Fame Reverb i un TC Flashback Delay.

## Vida personal

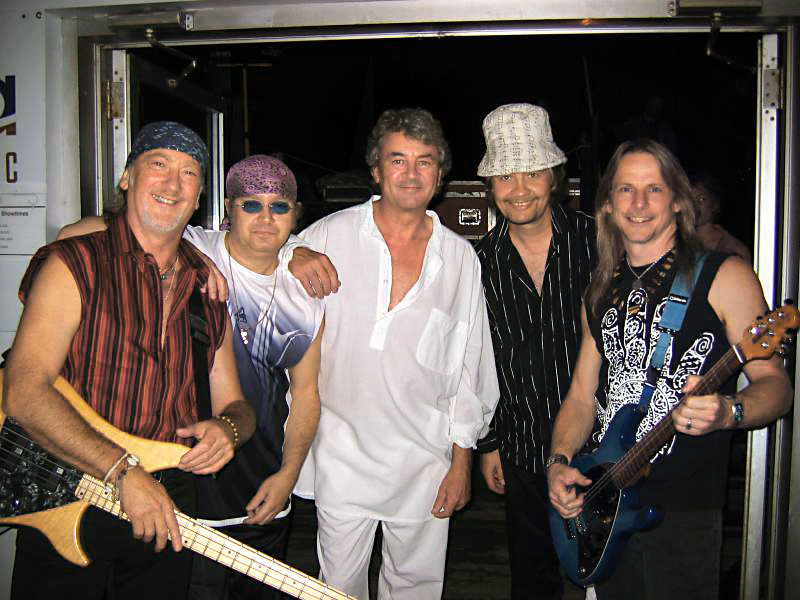
Deep Purple el 2004

Airey viu amb la seva dona, Doris, i els seus tres fills al sud-oest de Cambridgeshire. L'any 1992, el fill d'Airey va patir una greu malaltia, que va fer que frenés la seva activitat musical fins al 1995. Airey és un ardent fan del Sunderland A.F.C.
Té un germà, Keith Airey, que va tocar la guitarra per a Nik Kershaw a mitjans dels anys vuitanta i la versió reformada de The Zombies del 2001 al 2010 i actualment és el guitarrista principal de l'espectacle londinenc Mamma Mia!.
El seu altre germà, Paul Airey, tocava el piano per a SlowBone i Rollups i actualment treballa amb Robbie Gladwell.
Actualment està escrivint un llibre sobre les seves experiències en el negoci de la música.